# Paul Jerrard
Paul C. Jerrard (Winnipeg, Manitoba, 1965. április 20. – 2023. február 15.) kanadai profi jégkorongozó, edző.

## Pályafutása

### Játékosként
Az 1983–1984-es szezonban kezdte ifi pályafutását a Lake Superior State Universityn és négy idényt játszott ezen az egyetemen. Közben az 1983-as NHL-drafton a New York Rangers kiválasztotta a kilencedik kör 173. helyén. Az egyetem után két szezont az IHL-ben töltött (Colorado Rangers, Denver Rangers, Kalamazoo Wings). 1989-ben felkerült az NHL-es Minnesota North Starsba öt mérkőzés erejéig. Ezután soha többet nem játszott az NHL-ben. Öt szezont az IHL-ben játszott majd egyet az AHL-ben (Hershey Bears) majd megint az IHL végül két idény az AHL-es Hershey Bearsben mielőtt visszavonult 1997-ben. Utolsó évében megnyerte a Calder-kupát, amit az AHL-bajnoka kap.

### Edzőként
Volt egyetemén töltött be másodedzői posztot négy idény keresztül 1997 és 2002 között. Közben az AHL-es Lowell Lock Monsters másodedzője is volt. 1999-ben. Az NHL-es Colorado Avalanche másodedzője volt 2002–2003-ban majd két-két szezon a Hershey Bearsnél és az Iowa Starsnál. Rövid ideig az AHL-es Iowa Chops másodedzője is volt. 2009 és 2011 között az újonnan alakult dallasi AHL-es csapat, Texas Stars másodedzője volt. 2011 és 2013 között ismét az NHL-ben volt a Dallas Stars másodedzője. 2014-ben az AHL-es Utica Comets másodedzője.